# Husita (časopis)
Husita je časopis Pražské diecéze Církve československé husitské, vycházející pravidelně od října 2003, kdy vyšlo nulté číslo. Informuje o životě a změnách v Církvi československé husitské a přibližuje historii církve širší veřejnosti. Prvním šéfredaktorem periodika byla Mgr. Jana Kmentová.

## Historie
Cílem Husity je informovat o historii husitství, o změnách a dění v Církvi československé husitské, o význačných postavách husitství i Církve československé husitské, které se podílely na důležitých historických meznících našich dějin, např. byly účastníky bojů za svobodu Československé republiky, o legionářích, o vězněných členech Církve československé husitské během nastické či komunistické nesvobody, ale také o aktivních duchovních v církevních sborech Církve československé husitské.

## Současnost
Aktuální (2016) podoba časopisu se rozšířila i směrem k většímu záběru sekulárního světa. Snahou je oslovit co nejširší okruh čtenářů nejen z řad Církve československé husitské, ale i širší veřejnosti formou aktuálních reportáží z cest, kulturních akcí, literárních příspěvků a fotoreportáží.

## Významní autoři a přispěvatelé
- PhDr. Jana Kobrlová – oblast historie husitství
- PhDr. Boris Kobrle – oblast historie husitství
- PhDr. Olga Nytrová (spisovatelka a pedagožka) – příspěvky z oblasti literární
- Mgr. Věnceslava Dezortová (novinářka a spisovatelka) – aktuální dění v oblasti kultury, doplněné fotografiemi známého fotografa Jovana Dezorta
- Jan Boček – reportáže z cest po zajímavých místech nejen v ČR